# Bomberman II
Bomberman II (в Европе — Dynablaster) — видеоигра в жанре головоломка для игровой консоли Nintendo Entertainment System, сиквел игры Bomberman. Выпущена в 1991 году.

## Игровой процесс
Игрок управляет персонажем по имени Бомбермен, движущимся в лабиринте, населённом различными монстрами. У Бомбермена есть только одно оружие — бомбы. С их помощью он сможет взрывать некоторые стены и уничтожать монстров. При этом надо быть осторожным, чтобы не подорваться на своих бомбах.
Игра разделена на 6 зон: «Тюрьма», «Лес», «Горы», «Озеро», «Пещера» и «Старая тюрьма». Каждая зона характеризуется уникальным ландшафтом и рядом монстров, они разделены на восемь уровней. Уровни представляют собой лабиринты, в которых определённым образом (через одну) расставлены неразрушаемые стены и хаотичным образом — взрываемые. Также на каждом уровне спрятан бонус и дверь на следующий уровень. В дверь можно войти только тогда, когда все монстры будут убиты. Если задеть взрывом бонус, то он сгорит. Если подорвать дверь, то оттуда появятся дополнительные сильные монстры.
Прохождение каждого уровня ограничено по времени и если уровень не будет пройден за выделенное время, герой погибнет. Кроме обычных уровней присутствуют бонусные уровни, в которых отсутствует лабиринт из взрываемых стен, а враги постоянно появляются в случайных местах, также в них нельзя погибнуть ни от взрыва бомбы, ни от прикосновения врага.